# Amblychaeturichthys
Amblychaeturichthys is een geslacht van straalvinnige vissen uit de familie van grondels (Gobiidae).

## Soorten
- Amblychaeturichthys hexanema (Bleeker, 1853)
- Amblychaeturichthys sciistius (Jordan & Snyder, 1901)